# Boscos Knysna-Amatole
Els Boscos montans Knysna-Amatole, en anglès: Knysna-Amatole montane forests és una ecoregió, del bioma de boscos tropicals i subtropicals de fulla ampla que es troba a Àfrica del Sud. Cobreix una zona afromontana d'uns 3.100 km² a les províncies de Sud-àfrica del Cap Oriental i El Cap Occidental.

## Ubicació

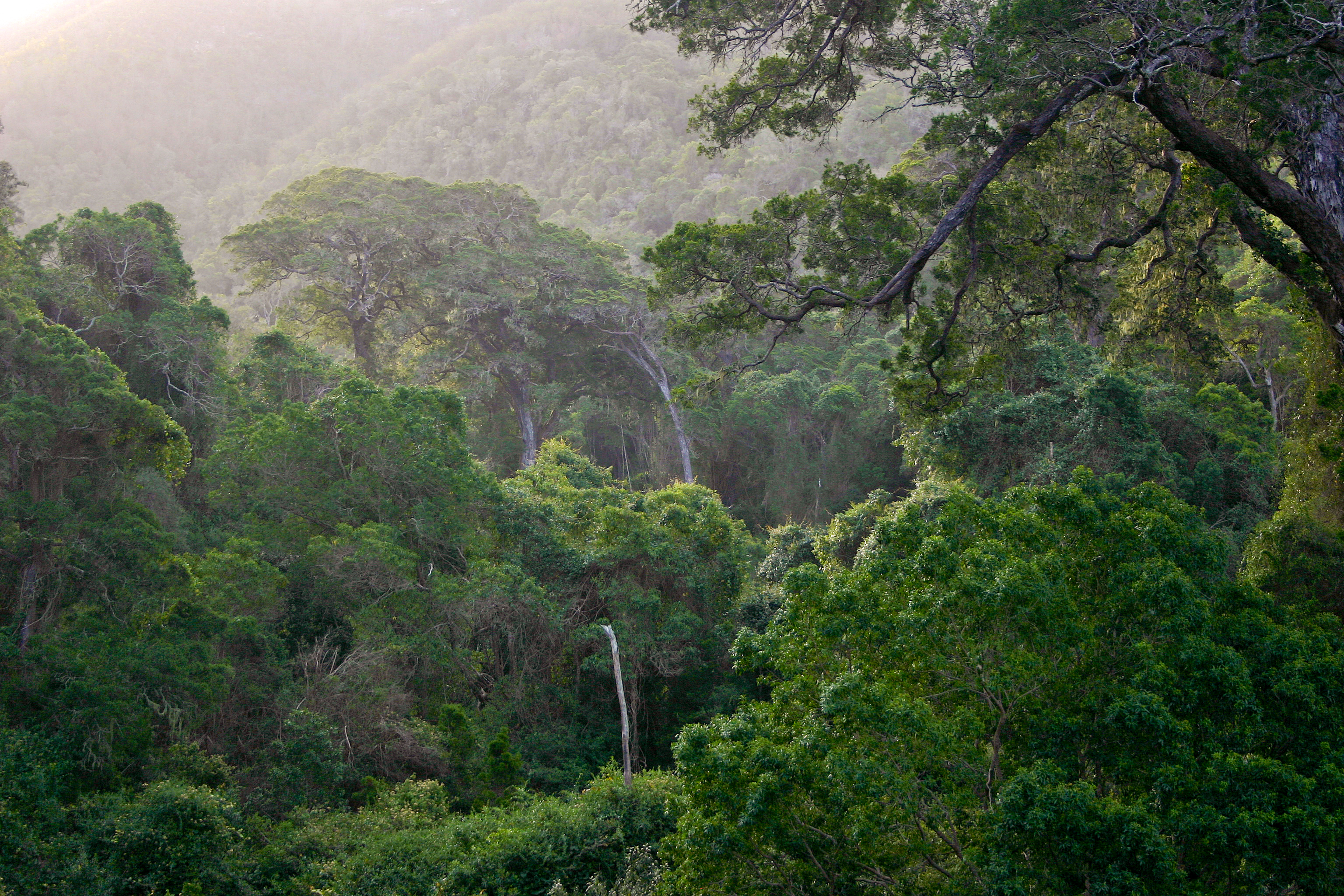
Afrocarpus falcatus prop de Nature's Valley

L'ecorregió, que és la més petita de Sud-àfrica, cobreix dos enclavaments separats:
- El bosc de Knysna s'estén al llarg de la costa entre els 22 ° E i els 25 ° E, generalment al llarg de 34 ° S en una regió anomenada Ruta del Jardí. El mosaic de la selva costanera de KwaZulu-Cape es troba al llarg de la costa cap al nord-est.

- Els boscos d'Amatole es troben a les Muntanyes Amatole, que es troben a l'interior i a 400 km sentit ENE del bosc Knysna. L'ecorregió té un clima subtropical / temperat càlid (Cfb a la classificació climàtica de Köppen). Les precipitacions es produeixen durant tot l'any i oscil·len entre els 525 mm i els 1220 mm per any al bosc de Knysna i de 750 mm a 1500 mm als boscos d'Amatole.

## Flora
Les espècies d'arbres inclouen Olea capensis, Stinkwood (Ocotea bullata), Afrocarpus falcatus, Podocarpus latifolius, Ilex mitis, Apodytes dimidiata, Rapanea melanophloeos, Cassine peragua, Ochna arborea, Curtisia dentata, Gonioma kamassi, Platylophus trifoliatus, i Cunonia capensis

## Fauna
Hi ha elefants lleopards i altres mamífers amb ocells com Tauraco corythaix, Bradypterus sylvaticus, Campethera notata, Cossypha dichroa i Serinus scotops. Hi ha el rèptil endèmic Bradypodion damaranum.